# Abd al-Rahman III

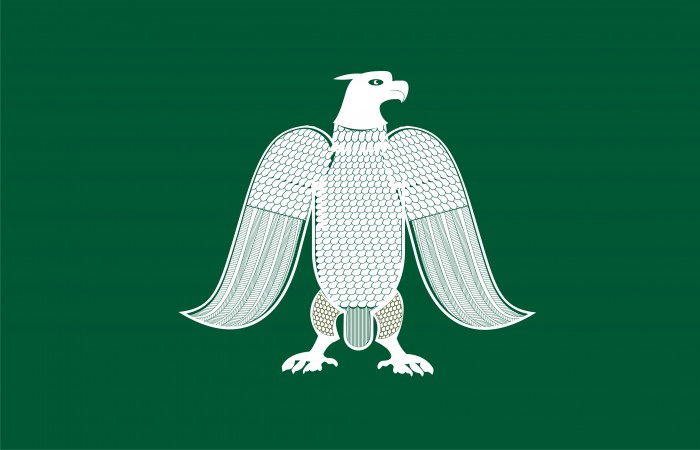
Standaard van het Kalifaat onder Abd al-Rahman III

‘Abd al-Rahmān III (volledige naam ‘Abd al-Rahmān III bin Muhammad bin ‘Abd Allāh) was heerser over al-Andalus van 912 tot 961. Hij wordt beschouwd als de grootste islamitische heerser van het Iberisch schiereiland. Hij voerde er het kalifaat Córdoba in, waarmee er nu drie kalifaten waren in de islamitische wereld: het Omajjaden-kalifaat Córdoba, het Abbasiden kalifaat en het Fatimiden kalifaat.
‘Abd al-Rahmāns heerschappij wordt meestal opgedeeld in twee perioden: als emir van 912 tot 929, een periode van interne pacificatie, met als culminatiepunt de invoering van het kalifaat en dan een langere periode als kalief, van 929 tot 961, die vooral werd gekenmerkt door een hoge activiteit op het terrein van buitenlands beleid. Dit gebeurde op twee fronten: een offensief tegen christelijk Spanje en een strijd met het Fatimidenrijk om invloed in Noord-Afrika.

## Levensloop

### Jeugd en aantreden
‘Abd al-Rahmān III werd geboren op 7 januari 891 in Córdoba uit de relatie tussen zijn vader Muhammad ibn ‘Abd Allah en een van diens christelijke slavin-concubines genaamd Muzna (vermoedelijk een verbastering van de christelijke naam Maria). Zijn vader op zijn beurt was de zoon van ‘Abd Allah ibn Muhamad Al-Umawi, de zevende emir van Cordoba, en een gegijzelde prinses genaamd Onneca (of Iñiga), de dochter van de koning van Pamplona. Als gevolg van deze genetische uitwisseling door zijn nabije voorouders en daarmee tussen de twee culturen op het Iberisch schiereiland was ‘Abd al-Rahmān III voor driekwart Spaans-Baskisch en slechts voor een kwart Arabisch. In de overlevering wordt hij beschreven met een overwegend westers uiterlijk: blauwe ogen, lichte huid en rood haar. Deze westerse wortels probeerde hij later te verbergen door zijn haren zwart te kleuren.
Zijn vader, Muhamad ibn ‘Abd Allah, werd in 895 vergiftigd door diens broer al-Mutarrif, die jaloers was geworden op de bevoorrechte positie die Muhamad had verworven aan het koninklijke hof. ‘Abd al-Rahmān bracht daarna het grootste deel van zijn jeugd door in de harem van zijn vader, waar zijn persoonlijke kwaliteiten werden opgemerkt door zijn grootvader emir ‘Abd Allah, die hem voorbereidde om de leiding van het rijk op zich te nemen.
Op 15 oktober 912 overleed Emir ‘Abd Allah en al de volgende dag werd het emiraat overgeleverd aan ‘Abd al-Rahmān, die op dat moment slechts 21 jaar was. Het aantreden van ‘Abd al-Rahmān III luidde een piekperiode in, waarin de macht van het Spaans-Arabische vorstendom geen gelijke kende. Deze glorieperiode hield aan onder de drie opvolgende vorsten. In 929 riep ‘Abd al-Rahmān III het kalifaat uit en vanaf dan wordt gesproken van het kalifaat Córdoba.

### 912-929: interne pacificatie
Toen ‘Abd al-Rahman III aantrad als emir, werd de macht van Cordoba echter bedreigd door interne opstanden van muwalladen, bekeerde Iberische moslims. Het eerste deel van de regeerperiode van Adal-Rahman III stond dan ook in het teken van interne pacificatie. De Muwaladi werden, hoewel ze demografisch het grootste deel van de bevolking uitmaakten, door de moslimelite van Arabische afkomst als inferieur beschouwd en zo ook behandeld. In de jaren 70 van de 9de eeuw mondde deze frustratie uit in een reeks opstanden in de Ebrovallei, namelijk in Zaragossa (871) en Tudela (877). Een andere muwalladische opstand brak uit in 879 onder leiding van Umar Ibn Hafsun, die opereerde vanuit de vesting Bobastro. Het bewind van emir ‘Abd Allah slaagde erin om de twee eerstgenoemde opstanden met harde hand neer te slaan, maar was niet opgewassen tegen het verzet van Umar Ibn Hafsun, een brigantenleider wiens machtzone zich uitstrekte van Cartagena tot de straat van Gibraltar en naar het binnenland toe tot Ecija, Baena en Jaén. Hij had tevens toenadering gezocht tot het emiraat van de Aghlabieden aan de Noordkust van Afrika en tot de christelijke vorst Alfonso III in het Noorden. Hiervoor bekeerde hij zich in 899 tot het christendom, waardoor vele van zijn officiers deserteerden en zijn positie verzwakte.
Het primaire doel van ‘Abd al-Rahman III was het directe gebied rond Cordoba te pacificeren en daarmee een einde te maken aan de macht van Umar Ibn Hafsun. Al twee maanden na zijn inhuldiging als emir begon ‘Abd al-Rahmān een 90 dagen durende veldtocht tegen Umar Ibn Hafsun en andere Muwalladi in de huidige provincie Sevilla. Ecija was op 1 januari 913 de eerste vesting die viel. Hierna leidde ‘Abd al-Rahmān zijn leger persoonlijk naar het opstandige zuiden van zijn rijk, waar achtereenvolgens de provincies Jaén en Elvira en het verder gelegen Fiñana werden gepacificeerd.
Tijdens zijn veldtocht ontpopte ‘Abd al-Rahmān III zich als een groot strateeg, die het gebruik van belegeringstuigen juist inschatte en verbrande aarde-strategieën toepaste om zijn tegenstanders tot overgave te dwingen. Overwonnen gebieden werden verplicht om gijzelaars af te staan, zodat de betaling van de opgelegde tribuut aan Cordoba was verzekerd. De vesting van Bobastro bleef echter weerstand bieden en viel tijdens deze veldtocht niet. Umar Ibn Hafsun bleef daar tot zijn dood in 917 aan de macht. Daarna werd het verzet vanuit Bobastro voortgezet door zijn zonen, maar als gevolg van interne twisten en tegenwerking vanuit Cordoba onderwierp Bobastro zich in 928 alsnog aan de macht van ‘Abd al-Rahmān III.
In het eerste jaar van zijn heerschappij ontpopte ‘Abd al-Rahmān zich ook als een ingenieus politicus. Op listige wijze wist hij bestaande rivaliteiten in zijn voordeel te gebruiken. Hij slaagde erin de clans Banu Hayyay en de Banu Maslama zo tegen elkaar uit te spelen, dat Sevilla onder zijn heerschappij kwam te liggen. In tegenstelling tot zijn grootvader onderdrukte hij de Muwalladen niet hard, waardoor de frustratie die de aanleiding vormde voor de Hafsunidische opstandgolf ondergraven werd en de Muwalladen na 30 jaar opstand opnieuw bereid bleken zich aan Cordoba te onderwerpen.
Na de val van Bobastro en het daarmee gepaard gaande tanende verzet kon ‘Abd al-Rahmān III zijn positie in de al-Andalus verstevigen en consolideren. Door de geslaagde interne pacificatie kon hij zijn pijlen nu richten op externe factoren, zoals de christelijke noordelijke koninkrijken en de Arabische territoria in Noord-Afrika. Deze twee gebieden vormden ook een bedreiging voor de macht van Cordoba. Daarmee begon na de eerste regeerperiode van emir ‘Abd al-Rahmān III, die in het teken van interne pacificatie stond, een tweede, die van het kalifaat van ‘Abd al-Rahmān III.

### 929-961: buitenlandse expedities
Gedurende de eerste twintig jaar van de regeerperiode van ‘Abd al-Rahmān III was de interne vrede binnen al-Andalus hersteld, maar tijdens die periode werd ook het begin ingeluid van de latere successen tegen de noordelijke, christelijke koninkrijken zoals het koninkrijk van Leon en dat van Navarra. Een verklaring voor de zwakheid van deze christelijke staten kan gezocht worden in het feit dat rond diezelfde periode het Karolingische rijk aan het imploderen was.

#### Iberisch schiereiland

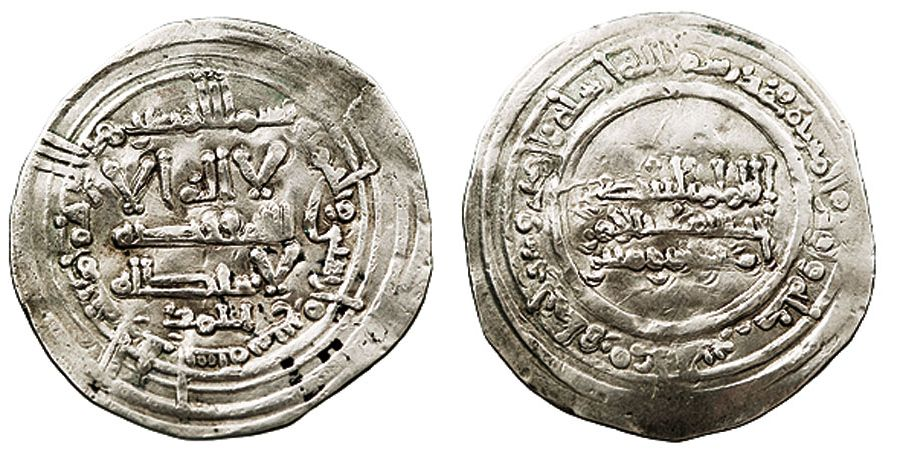
Dirham uitgegeven in naam van Abd al-Rahman III

In 920 en 924 vonden succesvolle veldtochten plaats die de christelijke invallen in het emiraat moesten doen ophouden. Tot aan het jaar 932 vond ‘Abd al-Rahmān III daarbij weinig of geen tegenstand, totdat er in Leon een nieuwe koning aan de macht kwam: Ramiro II van León. Gedurende zeven jaar vonden tussen deze twee rivalen verschillende confrontaties plaats, met wisselend succes voor beiden. In 939 verloor ‘Abd al-Rahmān III echter de slag bij Simancas, wat een groot verlies betekende. Deze slag, die een grote knauw teweegbracht in de trots van de ondertussen door zichzelf tot kalief verheven ‘Abd al-Rahmān III, kende tot gevolg dat opnieuw christelijke groepen het gebied rond Salamanca gingen bewonen. Na deze slag bleef het echter rustig in deze religieus getinte oorlogen, omdat Ramiro zijn handen vol had met het opstandige Castilië. Hierdoor slaagde ‘Abd al-Rahmān III erin zijn militaire macht en politieke invloed te herstellen en zelfs te verstevigen.

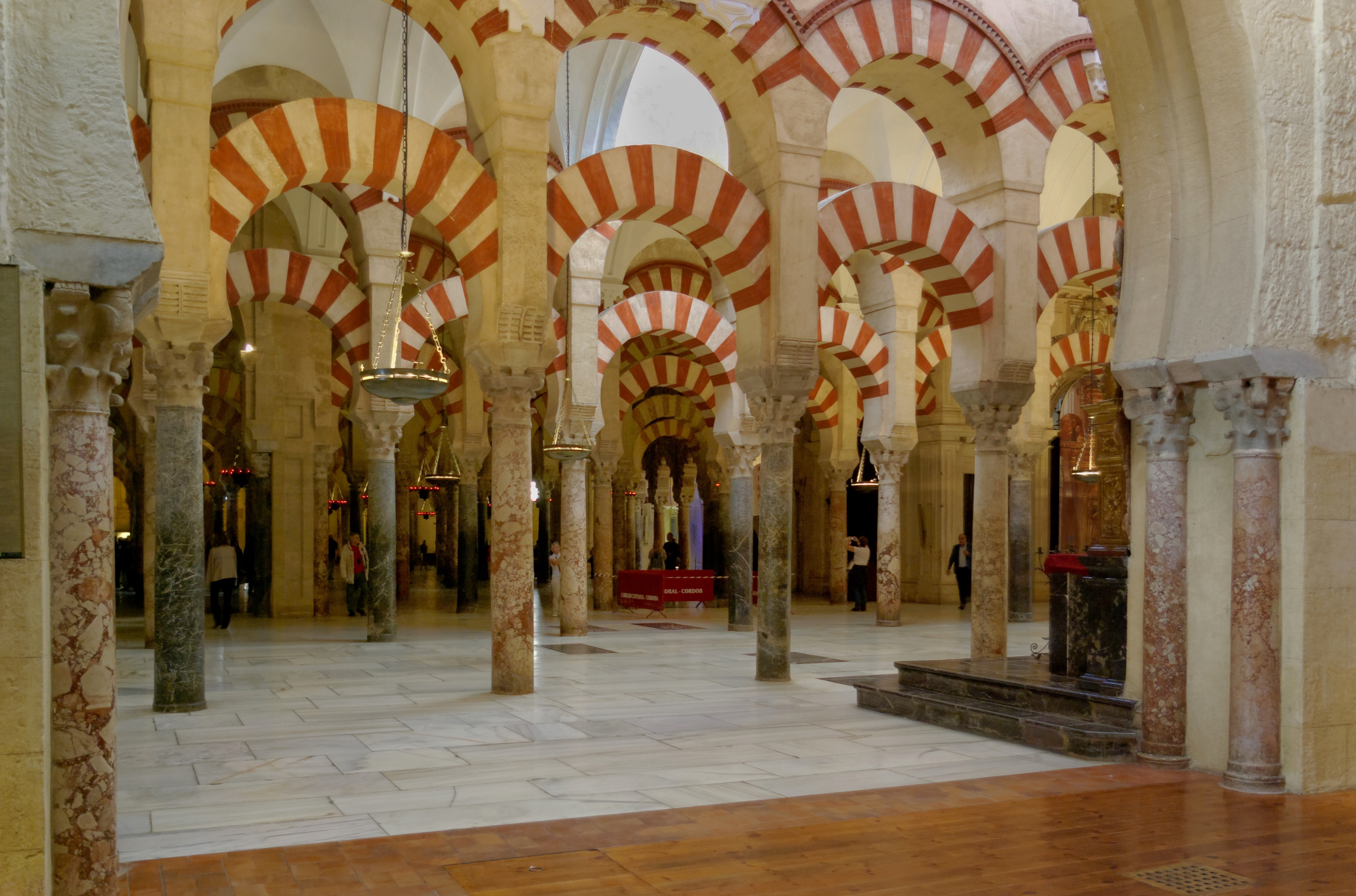
Moskee van Cordoba, uitgebreid onder Abd al-Rahman III

In 950 stierf Ramiro II en ontstonden strubbelingen over de opvolging van de koning van Leon. Daardoor verzwakten de christelijke staten en zag de kalief zijn kans schoon om vat te krijgen op het noordwesten van het Iberisch schiereiland. De jaren 951 tot 961 werden dan ook gekenmerkt door een grote toename van de invloed van ‘Abd al-Rahmān III, die de onderworpen koninkrijken Léon, Navarra, Castilië en Barcelona belastingen kon afdwingen en vele kastelen kon innemen of zelfs gewoon van de lokale heersers ontving. Hierbij werd hij geassisteerd door zijn adviseur Hasdai ibn Shaprut.
Vanaf 960 stond het hele Iberische schiereiland onder controle van al-Andalus, hoewel sommige historici dit genuanceerder zien. Zo was volgens Arnold Toynbee enkel sprake van een geografische verovering van het schiereiland. Volgens hem was die verovering niet compleet, omdat de moslims aarzelden zich in het noordwesten te vestigen en ook door het feit dat de heersers van deze voormalige koninkrijken vazallen bleven en geen beschermde personen werden, zoals bij veroverde staten gebruikelijk was.

#### Noord-Afrika
Het verloop van de veldtochten in Noord-Afrika werd gekenmerkt door rivaliteit met het Fatimidische rijk. Als gevolg van de oorlogen op het Iberisch schiereiland kon ‘Abd al-Rahmān III zich niet volledig op Noord-Afrika concentreren. De belangrijkste gebeurtenissen in deze concurrentiestrijd waren niet meteen de veroveringen, maar het feit dat in 929 ‘Abd al-Rahmān III zich de titel van kalief toegeëigend had. Dit impliceerde dat hij aan geen enkele hogere moslimautoriteit verantwoording hoefde af te leggen en volledig onafhankelijk kon opereren. Ook was deze titel zeer belangrijk voor de theologische rechtvaardiging die nodig was om de veroverde Noord-Afrikaanse stammen voor zich te winnen.
Het begin van deze periode was een van een beperkte expansie. Rond 931 beheerste de kalief een gebied dat zich uitstrekte van Tanger over Sijilmissa tot Algiers. Zoals hierboven beschreven was dat ook het tijdperk waarin de rivaliteit tussen de christelijke koning Ramiro II en de kalief volop tot ontwikkeling kwam. Daardoor waren de Noord-Afrikaanse expedities van minder belang voor de kalief en bleef zijn activiteit beperkt tot het consolideren van de macht binnen de veroverde gebieden. Na de dood van Ramiro II kon ‘Abd al-Rahmān III zich in principe weer concentreren op Noord-Afrika, maar hij kreeg daar in de persoon van Al-Mu’izz een nieuwe Fatimidische rivaal, die de Andalusiërs terugdwong tot Tanger. ‘Abd al-Rahmān III was tijdens zijn regeerperiode niet meer in staat daartegen weerwerk te bieden. Die taak zou weggelegd zijn voor zijn zoon en opvolger al-Hakam II.